# Lou Deprijck
Francis Deprijck, connu sous le nom de Lou De Prick ou Lou Deprijck, né le 11 janvier 1946 à Lessines et mort le 19 septembre 2023 à Bruxelles, est un interprète, compositeur et producteur belge. Il est connu principalement pour avoir composé la musique, enregistré et produit la chanson Ça plane pour moi.

## Biographie
Fonctionnaire de la Régie des Télégraphes et Téléphones de Bruxelles, Francis Deprijck est à l'origine de plusieurs succès pop d'importance vers la fin des années 1970 et 1980, en tant qu'interprète ou producteur. Ses principaux groupes sont Lou and the Hollywood Bananas (qui adapte en français le standard de jazz On a little street in Singapore, devenu Dans les petites rues de Singapour en 1982) et Two Man Sound. Il collabore aussi avec Plastic Bertrand et Viktor Lazlo.
En 1984, il réalise sous le pseudonyme « Vanhouten » l'album Collures en duo avec Boris Bergman dont a été tiré le 45 tours Hold-up Sentimental / Fille du fleuve.
En 1998, il participe au single Le bal des gueux d'Alec Mansion au profit de l’Opération Thermos, qui distribue des repas pour les sans-abris dans les gares. Cette chanson est interprétée par trente-huit artistes et personnalités dont Toots Thielemans, Stéphane Steeman, Marylène Bergmann, Armelle, Jacques Bredael, Alec Mansion, Muriel Dacq, les frères Taloche, Morgane, Nathalie Pâque, Frédéric Etherlinck, Richard Ruben, Christian Vidal, Marc Herman, Jeff Bodart, Jean-Luc Fonck, Benny B et Daddy K.
Il réside également à Pattaya en Thaïlande, où il a tenu une friterie appelée Frietkot, et sorti plusieurs disques en thaï, dont une adaptation de sa chanson Kingston, renommée Pattaya Pattaya. Depuis 2012, il est revenu vivre en Belgique « par amitié pour le Crique », puis a brigué un poste politique lors des élections communales de Lessines de 2012, conseiller communal de Lessines jusqu’en 2021 pour le Mouvement réformateur.
Il meurt le 19 septembre 2023 à l'hôpital Erasme de Bruxelles, à l'âge de 77 ans, des suites d'une septicémie. Son inhumation a lieu au cimetière de Wannebecq.

### Ça plane pour moi: polémique
Lou Deprijck compose, produit et chante le tube Ça plane pour moi, dont le chant est construit sur une note unique (à l'exception d'une courte vocalise dans le refrain) pour parodier certains morceaux punk. Il invente pour l'occasion un personnage virtuel, Plastic Bertrand. Le succès du morceau l'oblige à faire incarner ce personnage : il fait appel pour cela à Roger Jouret, qui connaît ensuite une carrière durable sous ce pseudonyme.
La polémique sur l'interprète réel de Ça plane pour moi est apparue en 2006 à l'occasion d'un procès sur le statut formel d’« interprète légal » de la chanson. Pourtant, dès la sortie du disque, des rumeurs circulent attribuant à Lou Deprijck l’interprétation de la chanson, et non à Plastic Bertrand.  Dans un arrêt du 16 juin 2006, la cour d’appel de Bruxelles indique clairement  « que juridiquement seul Plastic Bertrand a la qualité d’artiste interprète de la chanson Ça plane pour moi », mais cet arrêt porte uniquement sur le statut légal (comme Plastic Bertrand est signataire du contrat, il est l'interprète légal de la chanson) et ne tranche pas sur la réalité des faits.
En 2010, un rapport d'expert analysant la prononciation des différents phonèmes considère que l'interprète original de la chanson Ça plane pour moi ne peut être que picard — ce qui est le cas de Lou Deprijck, originaire du sud de la Belgique, mais certainement pas de Plastic Bertrand qui est bruxellois. Ce rapport provoque des réactions diverses de Plastic Bertrand, celui-ci reconnaissant n'être pas le chanteur, même s'il est l'interprète légal, puis niant à nouveau,.
L'un des aspects déterminant de l'affaire est que tous les musiciens et tous les techniciens impliqués dans l'enregistrement original de 1977 témoignent (y compris sous serment pour ceux convoqués au procès de 2010) que c'est bien Lou Deprijck qui chante Ça plane pour moi, ainsi que toutes les chansons des quatre premiers albums de Plastic Bertrand.